# Senobasis lenkoi
Senobasis lenkoi är en tvåvingeart som beskrevs av Nelson Papavero 1976. Senobasis lenkoi ingår i släktet Senobasis och familjen rovflugor. Inga underarter finns listade i Catalogue of Life.